# Sankt Bartholomä
Sankt Bartholomä osztrák község Stájerország Graz-környéki járásában. 2018 januárjában 1442 lakosa volt.

## Fekvése

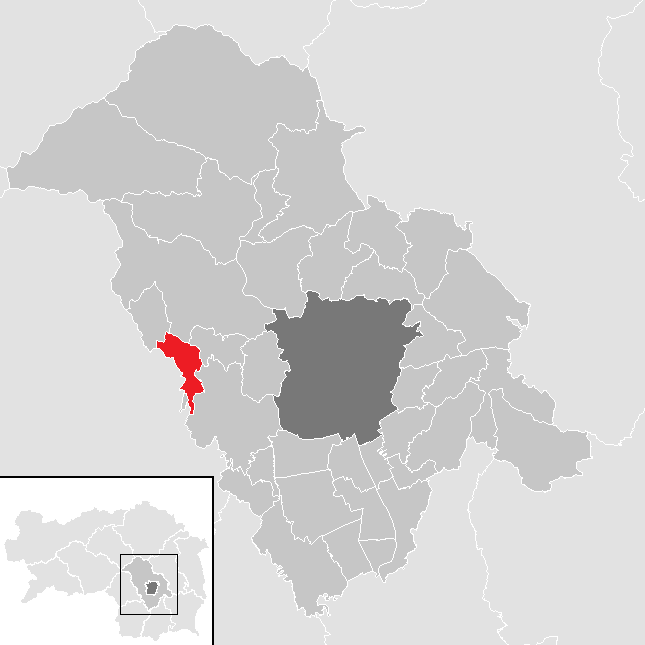
Sankt Bartholomä a Graz-környéki járásban

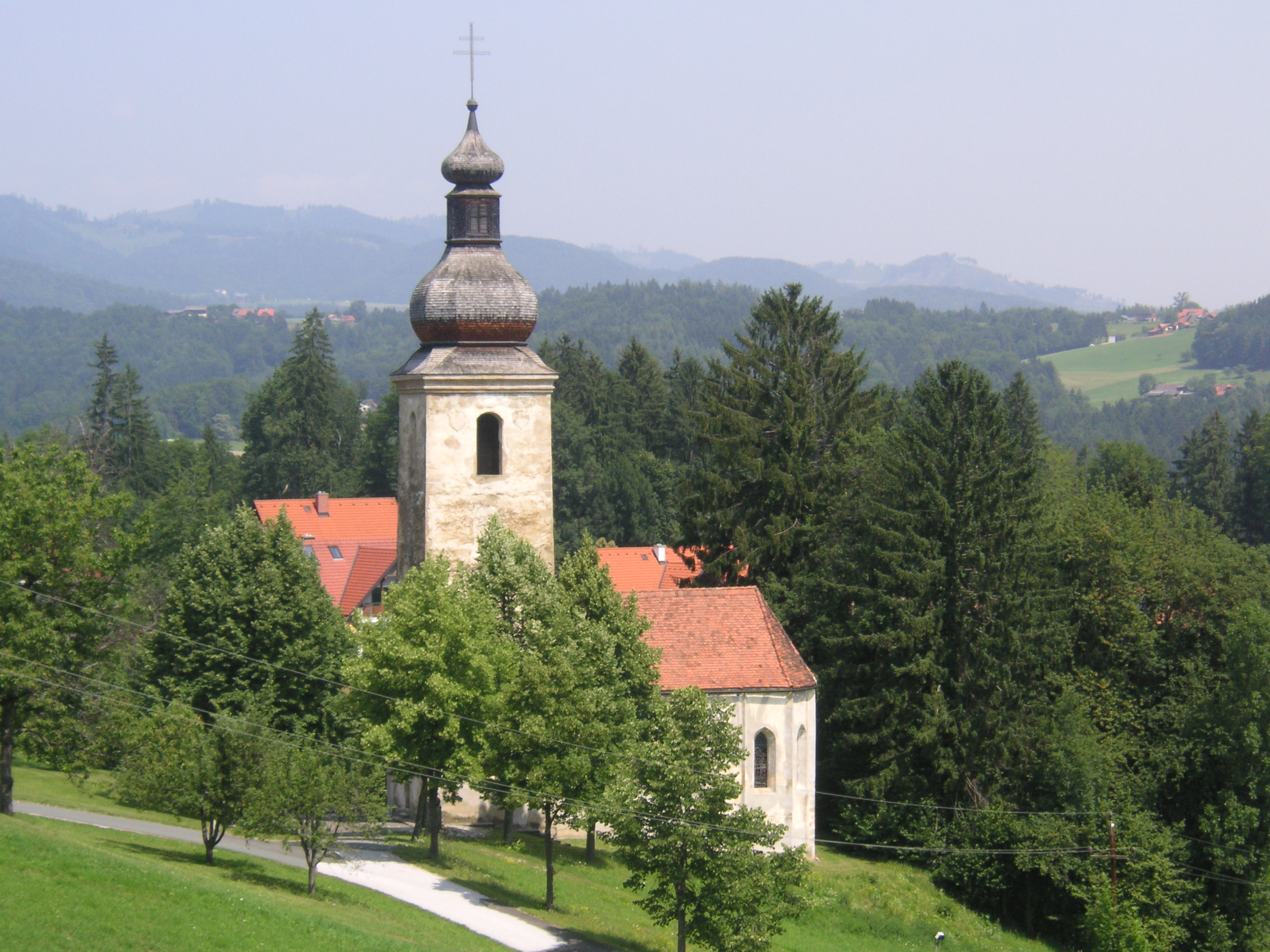
A Régi templom

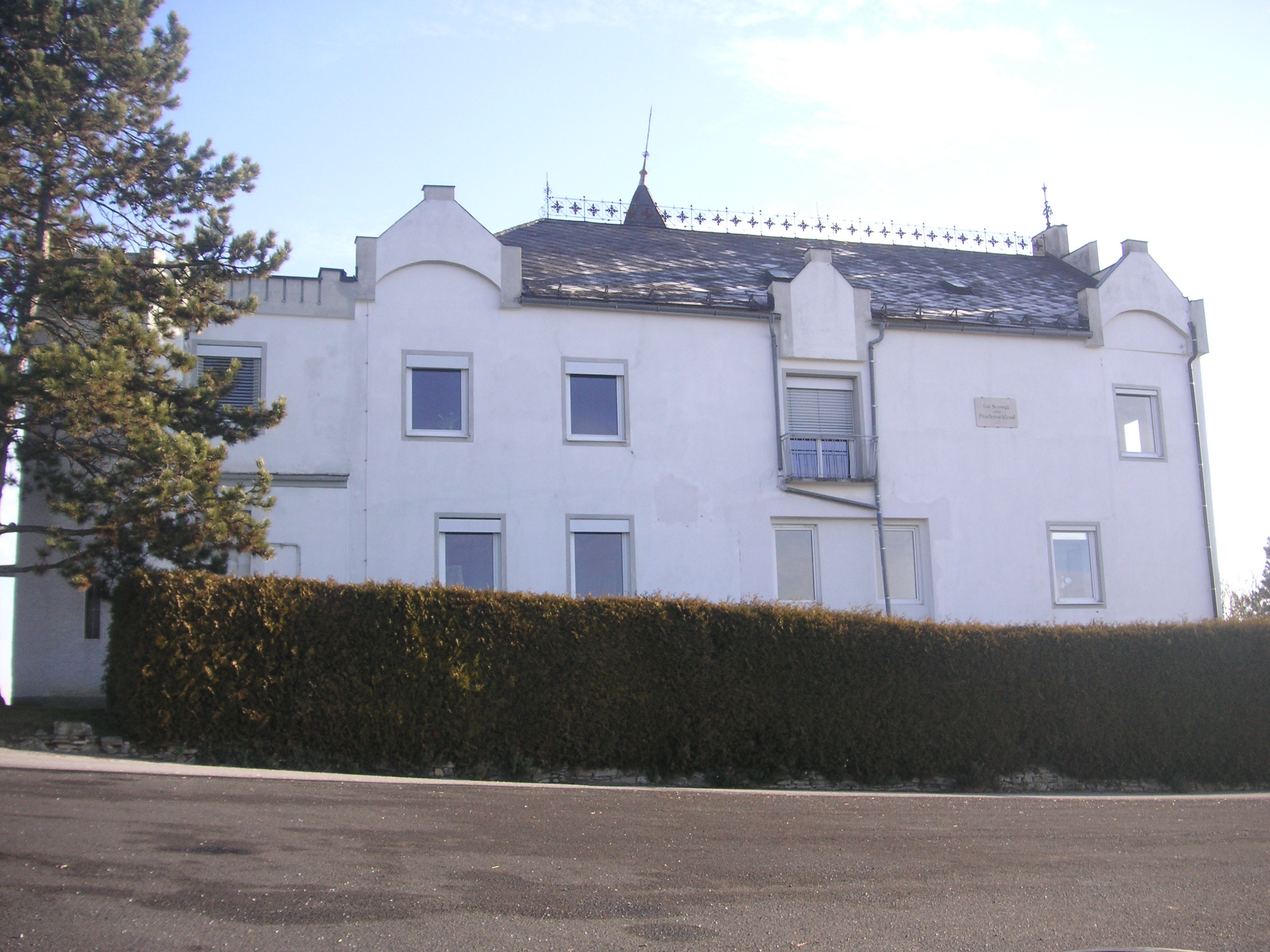
A Sonneck-kastély

Sankt Bartholomä a nyugat-stájerországi régióban fekszik, kb. 15 km-re nyugatra Graztól. Legfontosabb folyója a Liebochbach. Az önkormányzat 4 települést egyesít: Jaritzberg (573 lakos 2018-ban), Lichtenegg (128), Reiteregg (219) és Sankt Bartholomä (522)
A környező önkormányzatok: északnyugatra Stiwoll, északra Gratwein-Straßengel, keletre Sankt Oswald bei Plankenwarth, délkeletre Hitzendorf, nyugatra Stallhofen.

## Története
Sankt Bartholomä 1770-ben kapta mai nevét, amikor Mária Terézia közigazgatási reformja nyomán a könnyebb adószedés és újoncozás érdekében a házakat megszámozták és katasztrális községeket hoztak létre. A helyi falvakat templomának védőszentjéről, illetve Reiteregg kastélyáról nevezték el. A határokat 1789-ben II. József alatt, illetve 1823-ban újramérték a korábbi pontatlanságok miatt; utóbbi gyakorlatilag máig érvényben van. Amikor 1848-ban felszámolták a feudális birtokrendszert, az új községi önkormányzatok is a katasztrális községek alapján alakultak meg. 
Amikor Ausztria 1938-ban csatlakozott a Német Birodalomhoz, Sankt Bartholomä a Stájerországi reichsgauhoz került. A második világháború után a brit megszállási zónához tartozott. 
A környező dombokon kis, gazdaságosan nem kitermelhető szén- és érclelőhelyeket tártak fel. 

## Lakosság
A Sankt Bartholomä-i önkormányzat területén 2017 januárjában 1442 fő élt. A lakosságszám 1939-től 2001-ig gyarapodó tendenciát mitatott, majd kisebb visszaesés után újból növekedésnek indult. 2015-ben a helybeliek 97,3%-a volt osztrák állampolgár; a külföldiek közül 1,4% a régi (2004 előtti), 0,9% az új EU-tagállamokból érkezett. 2001-ben a lakosok 93,1%-a római katolikusnak, 1,5% evangélikusnak, 4,5% pedig felekezet nélkülinek vallotta magát. Ugyanekkor 5 magyar élt a községben. 

## Látnivalók
- az ún. Régi templom (Alten Kirche) 1867-ben elvesztette funkcióját, ma Hanns Koren néprajzkutató múzeuma, illetve hangversenyterem található benne.
- az 1867-ben felszentelt, neogótikus Szt. Bertalan-plébániatemplom.
- az 1894-ben épült kuglipálya
- a Sonneck-kastély

## Fordítás
- Ez a szócikk részben vagy egészben  a   Sankt Bartholomä (Steiermark) című német Wikipédia-szócikk ezen változatának fordításán alapul.  Az eredeti cikk szerkesztőit annak laptörténete sorolja fel. Ez a jelzés csupán a megfogalmazás eredetét és a szerzői jogokat jelzi, nem szolgál a cikkben szereplő információk forrásmegjelöléseként.